# Balmín metlatý
Balmín metlatý (Leptospermum scoparium), nazývaný také původním domorodým názvem Manuka, nejrozšířenější druh rodu balmín, je nenáročná teplomilná dřevina pěstovaná pro své květy a v poslední době i pro objevené léčebné účinky.

## Rozšíření
Původní vlastí je jihovýchodní Austrálie (státy Victoria a Nový Jižní Wales), Tasmánie a Nový Zéland. Jako okrasná rostlina byl rozšířen do řady subtropických i tropických oblastí, kde se dobře uchytil a dál se množí a šíří. Například na Havaji opustil vyhrazené plochy zahrad a parků a ve volné přírodě se z něj stal vetřelec, vytváří husté porosty, které vytlačují původní floru. (Na některých místech Havaje je ale vítaný, svými kořeny např. stabilizoval mnohé kozí pastvou erodované hřebeny kopců.)
Ve své domovině se vyskytuje na dobře odvodněné půdě, která může být písčitá, hlinitá i jílovitá s pH neutrálním až mírně kyselým. Potřebuje plné slunce, a proto neroste na zastíněných místech, vyrůstá nejčastěji na křovinatých kamenitých stráních, okrajích lesů a vřesovištích, vyžaduje vlhká, ale nezamokřená stanoviště. V Evropě roste balmín metlatý ve volné přírodě hlavně v Makaronésii a řídce na dalších teplých místech okolo Středozemního moře.

## Popis

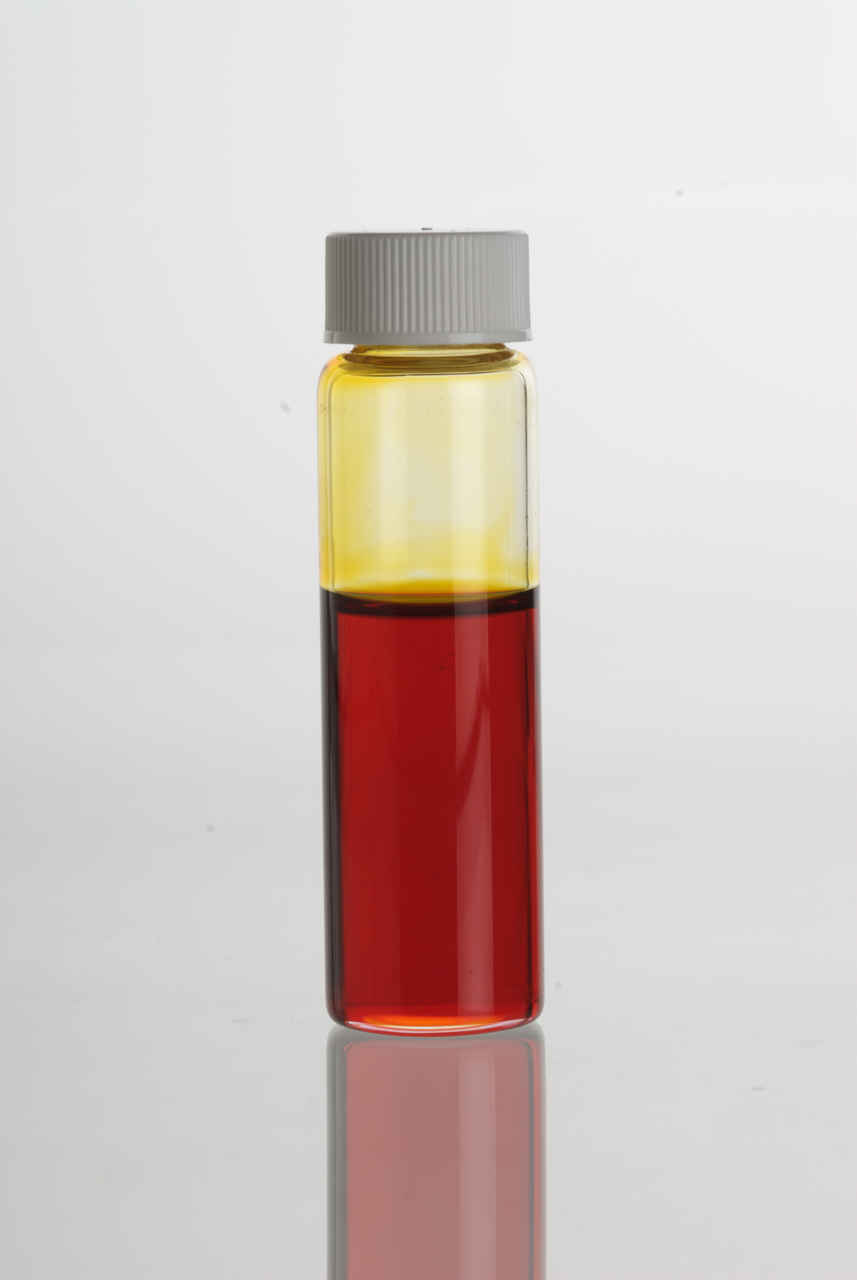
Esenciální olej "Manuka"

Stálezelený, hustě a neuspořádaně (metlovitě – viz druhové jméno) větvený keř nebo strom který dorůstá do maximální výše 4 m, nejčastěji ale má tvar keře okolo 2 metrů vysokého i širokého. Tvarově variabilní aromatické listy, dlouhé 5 až 20 mm a široké 2 až 6 mm, hustě porůstají řídce chlupaté ratolesti, které později olysají. Jejich tuhé kožovité čepele jsou tvaru čárkovitého, kopinatého nebo obkopinatého, mohou být zakřivené, na koncích mívají zahnutou špičku a u báze jsou někdy zakončené krátkým řapíkem.
Balmín metlatý je mnohomanželná rostlina, na jednom exempláři mohou vyrůstat pouze oboupohlavné nebo jen samčí květy (čnělku a bliznu mají zakrnělé neb je nemají vůbec) nebo oboupohlavné a samčí květy současně. Květy jsou pětičetné, mají 8 až 12 mm v průměru, jsou přisedlé a většinou vyrůstají jednotlivě. Opadavé podlouhlé až široce trojhranné kališní lístky bývají dlouhé asi 2 mm. Okrouhlé, lysé korunní lístky s drobnými výrůstky jsou asi 5 až 8 mm velké a mívají převážně barvu bílou a vzácněji narůžovělou, vyšlechtěny byly i rostliny s květy sytě růžovými a červenými. Jejich lysá češule je nahoře rozšířena. Tyčinky nesoucí dorzálně připojené prašníky vyrůstají v chomáčcích okolo češule, jsou krátce srostlé s kalichem a bývají rozdílně dlouhé, od 2,5 až 3,5 mm. Semeník je pětidílný, obsahuje asi 100 vajíček. V oboupohlavných květech je tlustá čnělka zakončená laločnou bliznou.
Rostliny vykvétají ve své domovině v říjnu až lednu, jsou opylovány různým létajícím hmyzem, včetně včel medonosných. Plody jsou kulaté dřevnaté tobolky, měřící v průměru 6 až 9 mm, které se otvírají pěti zřetelně vystouplými víčky. Zralá semena jsou velká 2 až 3 mm a bývají rozptylována větrem.
Balmín metlatý produkuje alelopatické látky a tím si pomáhá získávat prostor pro růst. Dále žije v ektomykorhizické symbióze se stopkovýtrusnými a vřeckovýtrusnými houbami, které mu pomáhají zlepšovat příjem minerálních látek z půdy, např. fosforu (dihydrogenfosforečnanu).

## Význam
Tato dřevina má pro domorodé obyvatele tradičně význam jako zdroj příležitostné lahůdky a hlavně jako léčivá rostlina. Pružná, ztuhlá sladká tekutina vytékající z poraněných mladých větví je považována za vítané zpestření jednoduché stravy hlavně dětmi a ke zmírnění kašle u dospělých. Podobně i kůru užívají ke zmírnění bronchitidy. Z listů dělají masti, žvýkají je nebo vdechují jejich výpary. Z těžkého a tvrdého dřeva vyrábějí drobné nástroje a topí jím, pro specifickou vůni všeobecně slouží k uzení, hlavně ryb.

### Éterické oleje
V posledních desetiletích je věnována značná pozornost esenciálnímu oleji získávaného z listů. Obsahuje v příhodné kombinaci mnoho flavonoidů a terpenoidů, které mají dobré antimikrobiální, antimykotické, protizánětlivé, protialergické a snad i protinádorové účinky. Používané oleje jsou pomocníkem při léčbě ekzémů, lupenky, akné a rozličných zánětů.

### Med
Med získaný včelami z květů balmínu metlatého má specifickou chuť a ještě před nedávnem měl pouze kulinářský význam. Nyní byla zjištěna i jeho antibakteriální aktivita, které dosahuje svým vysokým obsahem vhodných enzymů. Při desinfekci ran vykazuje obdobnou antiseptickou účinnost jako klasický peroxid vodíku. Účinkuje např. i na Staphylococcus aureus a Helicobacter pylori.

### Klinické používání
Hlavní překážkou k širokému používání v klasické medicíně je skutečnost, že nelze např. bezpečně zajistit stejné chemické složení jednotlivých snůšek medu, jedna se od druhé odlišuje. Obdobně je to i u olejů, obsahem léčivých látek se od sebe se odlišují i oleje získané ze dvou stromů rostoucích blízko sebe. Navíc oba preparáty se skládají z mnoha aktivních látek jejichž dlouhodobý společný vliv na lidský organizmus není dobře prozkoumán.

### Zahradnictví
Prvotní význam pro jeho rozšíření do různých teplých oblastí světa jsou, s přihlédnutím k snadnému pěstování, hlavně líbivé květy. Vysazuje se v okrasných zahradách, mnohde vytváří živý plot, ohrazení cest nebo se vysazuje jako nenáročná rostlina pro zarůstání vyčerpaných a neplodných stanovišť. Je to proměnlivý druh, z původně bílých nebo slabě narůžovělých jednoduchých květů byly vyšlechtěny plnokvěté rostliny s květy růžovými, červenými i různě pestrými a vykvétajícími na keřích nebo stromech rozličného vzrůstu. Je pěstován také jako pokojová rostlina i v bonsajové formě.
V mírném podnebném pásu se pěstuje jako rarita, kterou je nutno na zimu přesunout do studeného skleníku, neboť je pouze mírně mrazuvzdorný. Starší rostlina snese krátkodobě pokles teploty pod bod mrazu, musí se ale chránit před studeným větrem; z namrzlého nebo starého dřeva již neobrůstá.

## Pojmenování
Mořeplavec James Cook během své plavby začal používat listů balmínu metlatého jako náhražky při vaření čaje a tento způsob se dlouho udržel i u nově se přistěhovavších obyvatel. Pozůstatkem je jeho anglické pojmenování "Tea tree". Zde často dochází k nejasnostem, neboť pod názvem Tea Tree Oil se prodává léčivý přípravek obsahující silici stromu kajeputu střídavolistého (Melaleuca alternifolia). Léčivé přípravky z balmínu metlatého (med nebo olej) mívají v názvu maorské jméno "Manuka".

## Fotografie

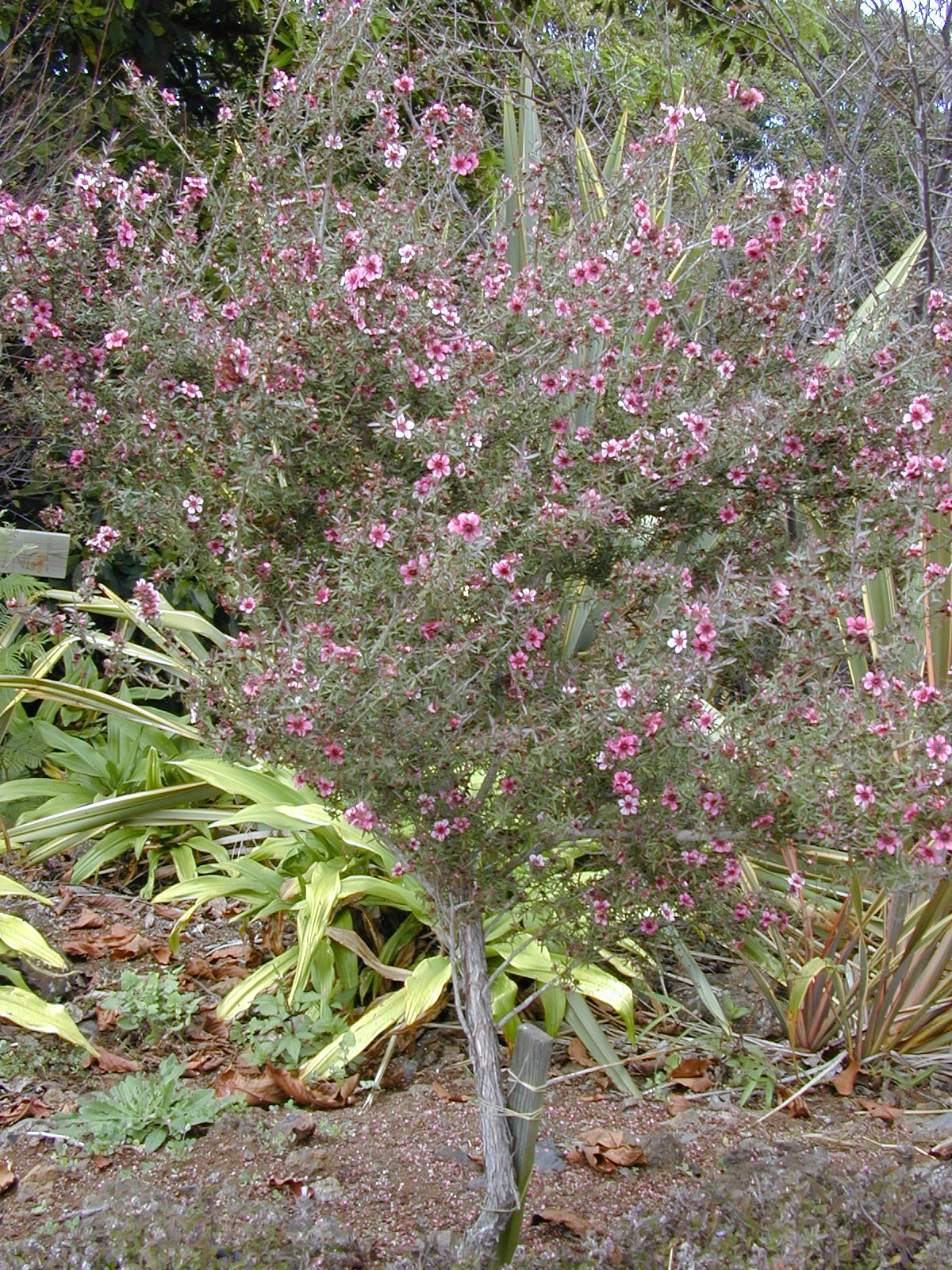
Kvetoucí neduživý stromek
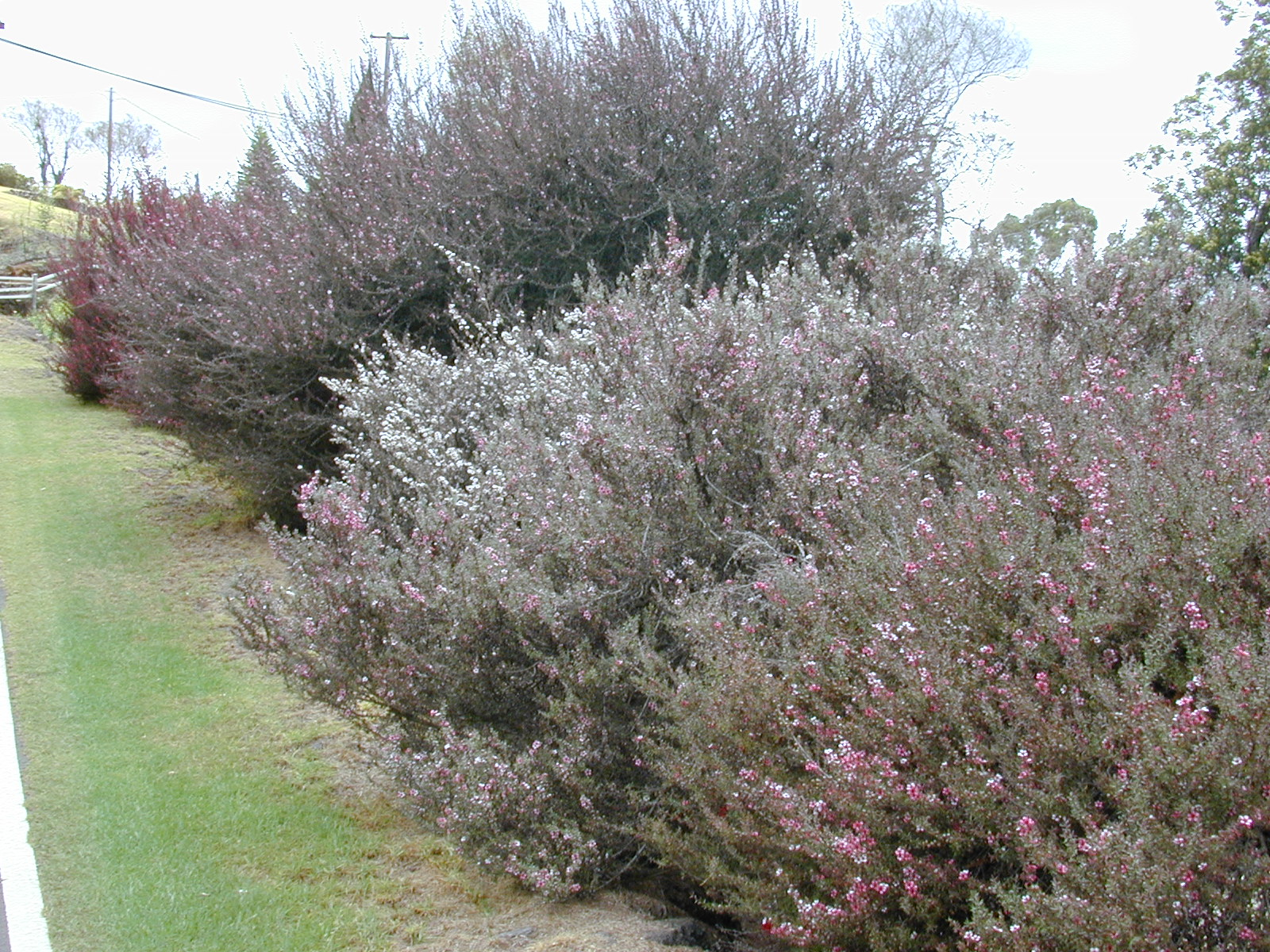
Rozkvetlé mohutné keře
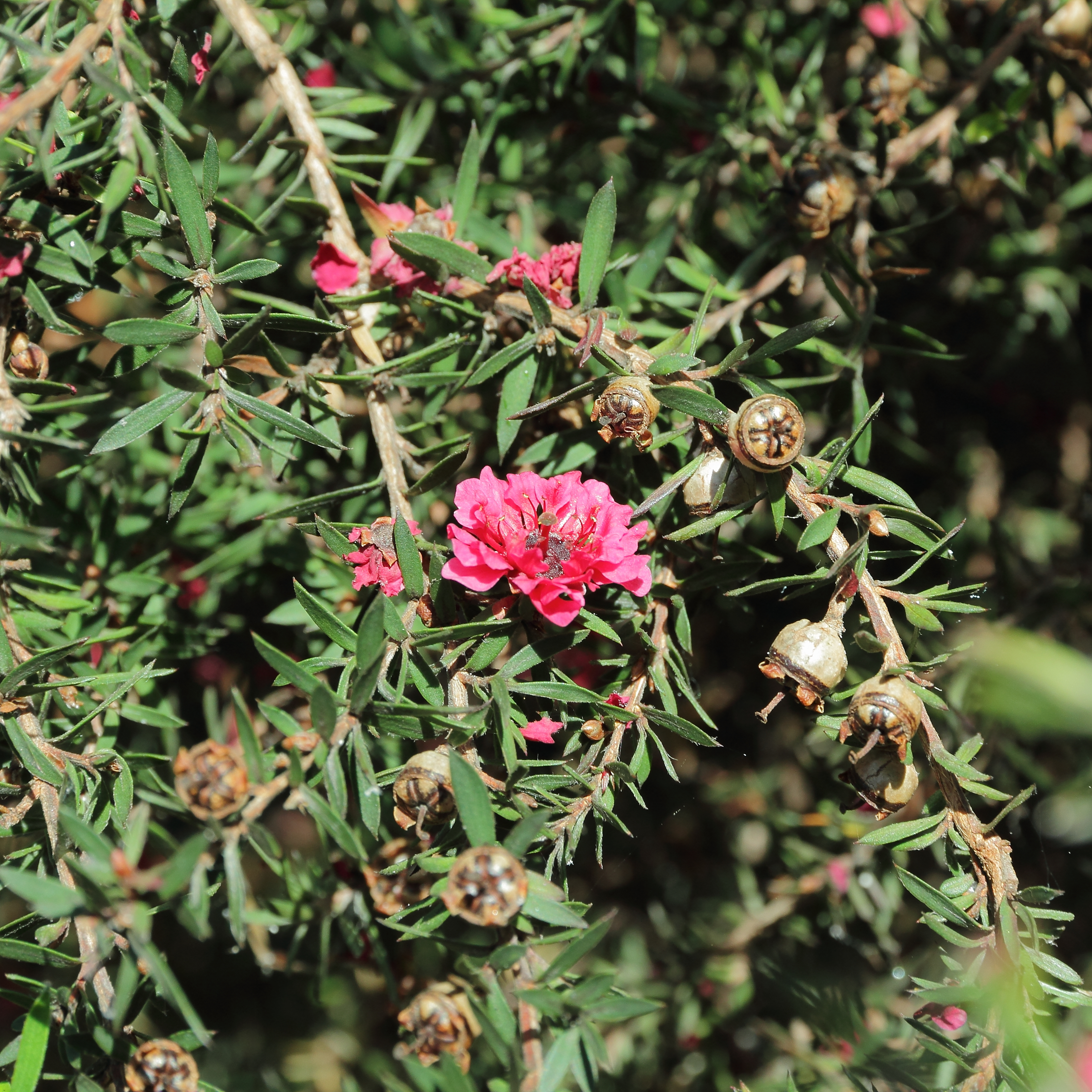
Plnokvětá rostlina s plody
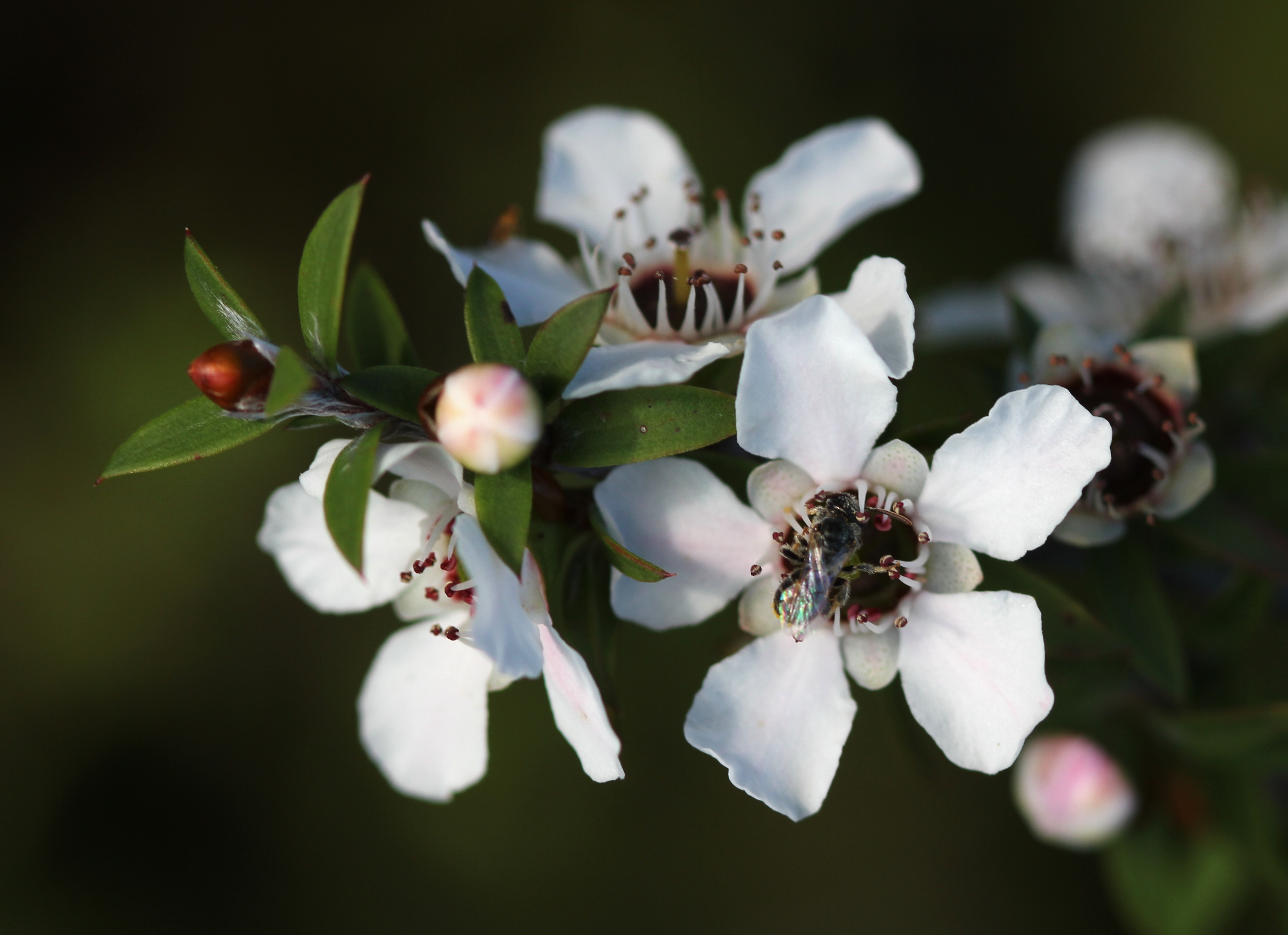
Nešlechtěný květ z blízka